# Liste des députés fédéraux canadiens - E
Cet article contient la liste des députés actuels et anciens à la Chambre des communes du Canada dont le nom commence par la lettre E.
En plus du prénom et du nom du député, la liste contient :
- le parti que le député représentait lors de son élection ;
- le comté et la province où il fut élu.

## Ea - Ei
- Gordon S. Earle, Nouveau Parti démocratique, Halifax-Ouest, Nouvelle-Écosse
- Thomas Earle, conservateur, Victoria, Colombie-Britannique
- Arnold Wayne Easter, libéral, Malpeque, Île-du-Prince-Édouard
- Arthur Ecrément, libéral, Berthier, Québec
- James David Edgar, libéral, Monck, Chambly, Québec
- Alexander McKay Edwards, conservateur, Waterloo-Sud, Ontario
- Philip Edmonston, Nouveau Parti démocratique, [rio
- Gordon Cameron Edwards, libéral, Ottawa (Cité d'), Ontario
- James Stewart Edwards, progressise-conservateur, Edmonton-Sud, Alberta
- John Wesley Edwards, conservateur, Frontenac, Ontario
- Manley Justin Edwards, libéral, Calgary-Ouest, Alberta
- William Cameron Edwards, libéral, Russell, Ontario
- Ruben John Efford, libéral, Bonavista—Trinity—Conception, Terre-Neuve-et-Labrador
- Arthur C. Eggleton, libéral, York-Centre, Ontario
- Ali Ehsassi, libéral, Willowdale, Ontario
- James Daniel Eisenhauer, libéral, Lunenburg, Nouvelle-Écosse

## El - Em
- Fayçal El-Khoury, libéral, Laval—Les Îles, Québec
- Angus Alexander Elderkin, libéral, Annapolis—Kings, Nouvelle-Écosse
- Stanley Edward Elkin, unioniste, St. John—Albert, Nouveau-Brunswick
- Reed Elley, réformiste, Nanaimo—Cowichan, Colombie-Britannique
- George Adam Elliott, conservateur, Middlesex-Nord, Ontario
- John Campbell Elliott, libéral, Middlesex-Ouest, Ontario
- Nelson Elliott, progressiste-conservateur, London—Middlesex, Ontario
- Otto Buchanan Elliott, Crédit social, Kindersley, Saskatchewan
- Preston Elliott, progressiste, Dundas, Ontario
- William Elliott, conservateur, Peel, Ontario
- William Elliott, progressiste, Waterloo-Sud, Ontario
- Alfred Claude Ellis, CCF, Regina City, Saskatchewan
- John Raymond Ellis, progressiste-conservateur, Hastings, Ontario
- John Valentine Ellis, libéral, Cité de Saint-Jean, Nouveau-Brunswick
- Stephen Ellis, conservateur, Cumberland—Colchester, Nouvelle-Écosse
- Peter Elson, conservateur, Middlesex-Est, Ontario
- Peter Elzinga, progressiste-conservateur, Pembina, Alberta
- René Émard, libéral, Vaudreuil—Soulanges, Québec
- Alexander Thomas Embury, conservateur, Hastings—Peterborough, Ontario
- David Emerson, libéral, Vancouver Kingsway, Colombie-Britannique
- Henry Read Emmerson, libéral, Westmorland, Nouveau-Brunswick
- Henry Robert Emmerson, libéral, Westmorland, Nouveau-Brunswick

## En - Ey
- Frank A. Enfield, libéral, York—Scarborough, Ontario
- John Richard English, libéral, Kitchener, Ontario
- Roland Léo English, progressiste-conservateur, Gaspé, Québec
- Siegfried John Enns, progressiste-conservateur, Portage—Neepawa, Manitoba
- Abram Ernest Epp, Nouveau Parti démocratique, Thunder Bay—Nipigon, Ontario
- Dave Epp, conservateur, Chatham-Kent—Leamington, Ontario
- Arthur Jacob Epp, progressiste-conservateur, Provencher, Manitoba
- Ken Epp, réformiste, Elk Island, Alberta
- Dilman Kinsey Erb, libéral, Perth-Sud, Ontario
- William Gordon Ernst, conservateur, Queens—Lunenburg, Nouvelle-Écosse
- Judith A. Erola, libéral, Nickel Belt, Ontario
- Nathaniel Erskine-Smith, libéral, Beaches—East York, Ontario
- William Kemble Esling, conservateur, Kootenay-Ouest, Colombie-Britannique
- Denis Éthier, libéral, Glengarry—Prescott—Russell, Ontario
- Joseph Arthur Calixte Éthier, libéral, Deux-Montagnes, Québec
- Viateur Éthier, libéral, Glengarry—Prescott, Ontario
- Raymond Pierre Eudes, libéral, Hochelaga, Québec
- William Daum Euler, libéral, Waterloo-Nord, Ontario
- Charles Robert Evans, libéral, Maple Creek, Saskatchewan
- John Evans, Saskatoon, Saskatchewan
- John Leslie Evans, libéral, Ottawa-Centre, Ontario
- Gustave Evanturel, libéral, Prescott, Ontario
- Charles Arthur Everett, conservateur, Cité et Comté de Saint-Jean, Nouveau-Brunswick
- Mark Eyking, libéral, Sydney—Victoria, Nouvelle-Écosse
- Karl Arliss Eyre, libéral, Timmins, Ontario